# PU-12
Le PU-12 (indice GRAU : 9S482) est un véhicule de commandement antiaérien soviétique et russe pour la défense antiaérienne.

## Conception
L'objectif principal du PU-12 est de contrôler divers moyens de destruction par incendie de cibles aériennes en action aux unités de défense antiaérienne. Sa conception est inspirée du véhicule blindé de transport de troupes BTR-60PB.
L'équipage du véhicule est composé de quatre personnes:
1. Chauffeur mécanicien ;
2. Chef d'escouade ;
3. Opérateur radio-reconnaissance ;
4. Opérateur.

La modification PU-12M permet le contrôle des moyens de combat des systèmes de défense antiaérienne 9K330 Tor, 9K33M3 Osa-AKM, 9K35M Strela-10M, 9K35M2 Strela-10M2, 2K22M1 Toungouska-M1 et les Système portatif de défense antiaérienne 9K38 Igla. Le centre de contrôle reçoit des informations sur la situation, puis traite les informations, prend des décisions sur les actions nécessaires et transmet des instructions aux servants antiaériens et aux véhicules de combat.
Pour assurer le contrôle des systèmes de défense antiaérienne, le PU-12M est équipé de 3 stations radio R-123M, d'une station radio R-111, R-407, et dispose également d'un mât télescopique de 6 m de haut. De plus, le véhicule dispose d'un système de transmission automatique des données.

## Variantes
- 9S482 - version de base
- 9S482M - modification du PU-12M